# 3-й радиотехнический полк (Россия)
3-й радиотехнический полк — воинское формирование в составе радиотехнических войск ВКС РФ. Сформирован в 2014 году после аннексии Крыма Российской Федерацией на базе 40-й радиотехнической бригады (ртбр) Воздушных Сил Украины. Штаб находится в городе Севастополь.

## История
1 июля 1952 года был сформирован 1103-й радиотехнический полк в составе: 6 радиолокационных рот (Тарханкут, Оползневое, Кача, Гвардейское, Фиолент, Керчь), 4 радиотехнических постов (бухта Круглая, Евпатория, Никита, Керчь) и команды плавсредств (Севастополь).
1 мая 1955 года 1103-й отдельный радиотехнический полк Черноморского флота был переименован в 14-й радиотехнический полк.
В октябре 1962 года путём объединения 7-го и 14-го радиотехнических полков сформирована 16-я радиотехническая Севастопольская бригада. В июне 1989 года бригада вошла в состав 60-го корпуса ПВО 8-й армии ПВО.

### В составе Украины
- В январе 1992 года бригада вошла в состав Вооружённых Сил Украины.

- 22 февраля 2008 года командир ПВК «Юг» Воздушных Сил ВСУ генерал-лейтенант Петрушенко М. М. торжественно вручил Боевое знамя части[1].

- 1 марта 2014 года на территорию отдельной радиолокационной роты "Мыс Меганом" прибыли подразделения Вооружённых Сил Российской Федерации, которые блокировали работу радиотехнических устройств роты и опечатали оружейную комнату [3]

- 13 марта 2014 радиотехнический батальон «Ай-Петри» был заблокирован российскими военными [4].

### В составе Российской Федерации
В марте 2014 года на территории Крыма началось развертывание частей противовоздушной обороны.
- Вновь сформированный полк вошёл в состав 31-й дивизии ПВО 4-го Командования ВВС и ПВО ЮВО[5][6].
- 8 декабря 2014 года состоялось вручение Боевого знамени части[7].

## Структура
7 радиотехнических батальонов и 12 отдельных радиолокационных рот на 1962 год.

## Командиры полка
Командиры 1103-го радиотехнического полка 
- подполковник Гарбузов М. Т. c 1952[1]
- подполковник Гноевой А. Ф. 1955

Командиры 14-го радиотехнического полка
- подполковник Вершин Н. И. 1956

Командиры 16-й радиотехнической Севастопольской бригады
- полковник Леоньтьев Н. В. 1962
- полковник Бочкарёв Г. В. 1969
- полковник Ферапонтов Б. П. 1972
- полковник Осянин В. М. 1979
- полковник Ланденок П. М. 1987
- полковник Уфимцев И. А. 1990

Командиры 40-й радиотехнической Крымской бригады
- полковник Химченко С. Н. 1992
- полковник Юшкявичус А. Г. 1995
- полковник Сивцов В. В. 2002
- полковник Боклаг А. Н. с 2005
- полковник Дубинцев С. В.2014[9][10]

Командиры 3-го радиотехнического полка
- полковник Дубинцев С. В. 2015[11]
- полковник Ульянов Д. В. 2016 [12]

## Интересные факты
- Часть обеспечивала полёт первого советского многоразового космического корабля «Буран»[1].
- Подразделения полка признаны лучшими в ВКС по итогам 2017 года.[13]